# Географија Војводине
Војводина се састоји из три веће географска региона које пресецају веће реке Тиса и Дунав.
Војводина је аутономна покрајина Републике Србије и простире се на 21.500 km² (24,3% Србије). Налази у Панонској низији, региону у средњој Европи. Граничи се на северу са Мађарском, на истоку са Румунијом, на западу са Хрватском и на југозападу са Босном и Херцеговином (Републиком Српском). Јужна граница Војводине је административна граница према централној Србији, коју већим делом чине реке Дунав и Сава.

## Географске регије Војводине
- Банат је регион који се простире преко три државе, преко Србије (Војводина), Румуније и мањим делом преко Мађарске. Оно што граничи Банат од осталих региона Војводине је река Тиса на западу - од Бачке, река Дунав: на западу - од Срема и на југу - од Поморавља (у централној Србији). Рељеф Баната је претежно равничарски, као и Делиблатска пешчара на југозападу и Вршачке планине на југоистоку Баната, на граници са Румунијом.

- Бачка је регион између Мађарске (север Бачке) и Србије (југ Бачке). Границе Бачке је река Тиса на истоку - од Баната, река Дунав: на југу - од Срема, на западу са Барањом и Славонијом (регије у Хрватској). Рељеф Бачке је углавном равничарски, са обрадивим земљиштем. Уз реку Дунав се налазе многобројне мочваре и шуме. На југоистоку региона, на ушћу река Дунава и Тисе, налази се Тителски брег, мали брег са надморском висином од 152 m.

- Срем, регион између Србије (на истоку) и Хрватске (на западу). Границе Срема је река Дунав, на северу са Бачком и на истоку са Банатом, као и Мачва и Шумадија, које се налазе на југу преко реке Саве у централној Србији. Рељефом доминира планина Фрушка гора (једини национални парк у Војводини), са највишим врхом од 548 m. Јужни део Срема или Посавина је претежно равничарски.

## Хидрографија
Најважнија река у Војводини, а и Србији и целом региону је Дунав. Поред Дунава, важне су и њене притоке Сава (206 km) и Тиса (168 km), и мање реке као што су Босут (у Срему), Бегеј и Тамиш (у Банату). За наводњавање усева током деценија је прокопан систем канала у средњем и јужном Банату, као и средњој и јужној Бачкој, канал Дунав—Тиса—Дунав са свеукупном дужином од 930 km. Остале мање речице у Војводини су: Караш, Златица, Нера, Криваја, Чик, Мостонга и Плазовић. Већа језера: Палић, Лудашко језеро, Лединачко језеро и Обедска бара.